# Stazione di Bisceglie
La stazione di Bisceglie è una stazione ferroviaria, posta lungo la ferrovia Adriatica, a servizio del comune di Bisceglie.

## Strutture e impianti
La gestione degli impianti è affidata a Rete Ferroviaria Italiana (RFI). Il fabbricato viaggiatori si compone di tre corpi: il corpo centrale si sviluppa su due livelli ed è composto da tre ampie porte a centina, per quanto riguarda il piano terra, e tre finestre a centina al piano superiore; dal corpo centrale si diramano simmetricamente due corpi minori laterali ad un solo piano composti da tre porte a centina di minori dimensioni rispetto al corpo centrale. Il corpo laterale di sinistra ospita i locali tecnici di RFI, quello di destra il bar della stazione ed il corpo centrale la sala d'attesa e la biglietteria. L'edificio è in muratura e mattoni ed è tinteggiato di beige.
La stazione disponeva di uno scalo merci con annesso magazzino: nel 2010 lo scalo è stato smantellato, mentre il magazzino è stato convertito a deposito. L'area dell'ex scalo merci ospita una Base Transceiver Station del servizio Global System for Mobile Communications-Railway di RFI. La stazione dispone inoltre di un deposito locomotive.
Il piazzale ferroviario è dotato di due binari, entrambi di corsa, e di un tronchino, situato a lato del piano caricatore del magazzino merci, ora non più utilizzato. I binari di corsa sono dotati entrambi di banchina, riparati da una pensilina e collegati fra loro mediante un sottopassaggio pedonale.

## Movimento
Il servizio passeggeri è svolto in esclusiva da parte di Trenitalia (controllata del gruppo Ferrovie dello Stato) per conto della Regione Puglia. I treni che fermano sono regionali, regionali veloci, InterCity, InterCity Notte ed Italo. In totale sono circa centocinque i treni che effettuano servizio in questa stazione e le loro principali destinazioni sono: Bari Centrale, Foggia, Barletta e Fasano.

## Servizi
- Biglietteria self-service
- Sala d'attesa
- Servizi igienici
- Bar

## Interscambi
- Fermata autolinee